# Schloss Vagen

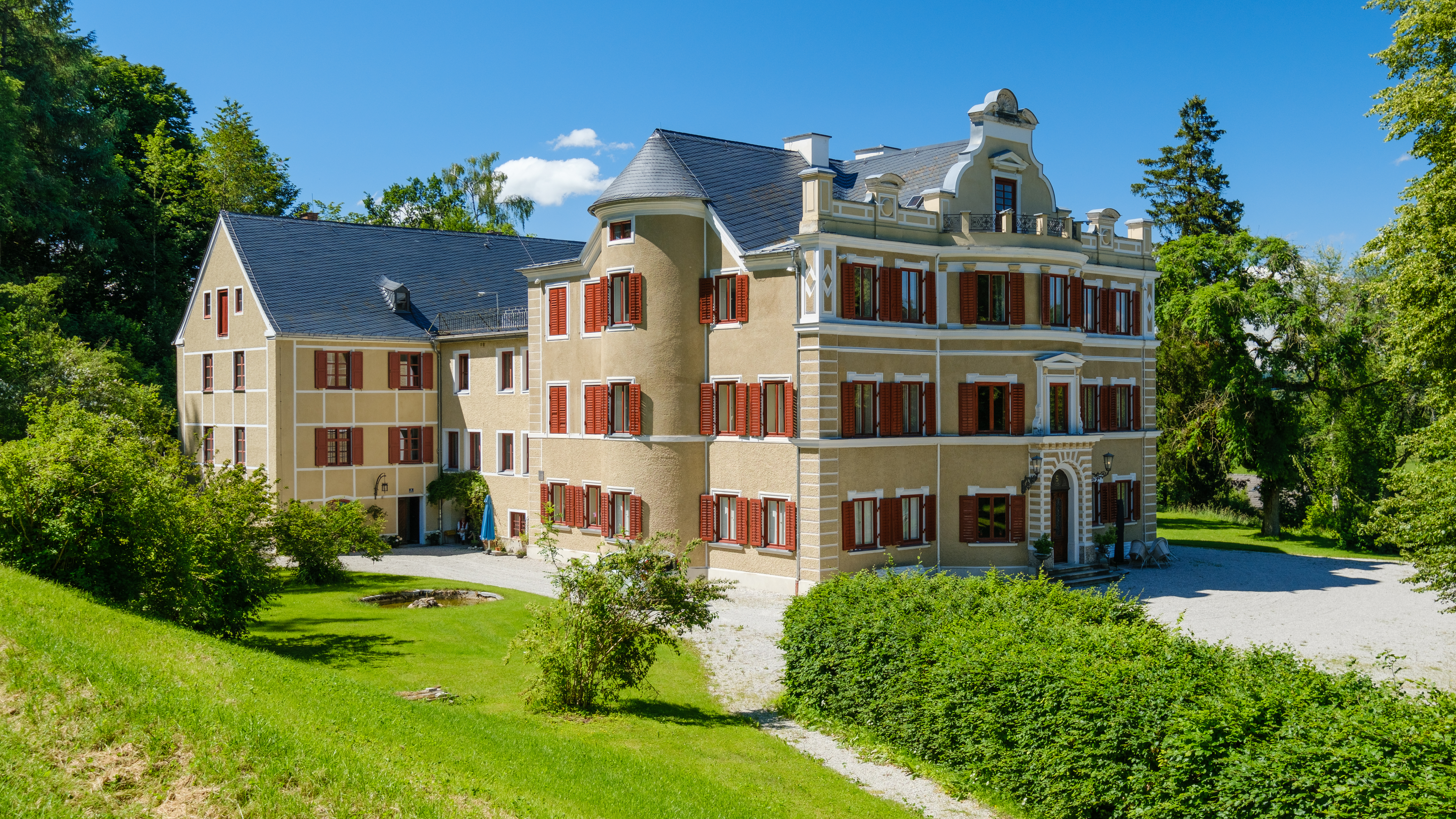
Schloss Vagen (2024)

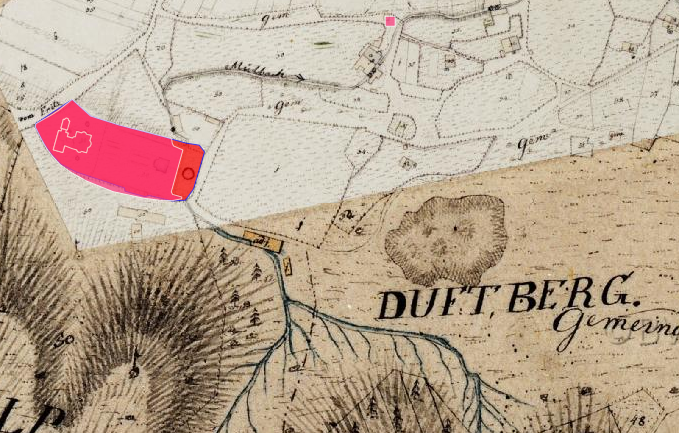
Lageplan von Schloss Vagen auf dem Urkataster von Bayern

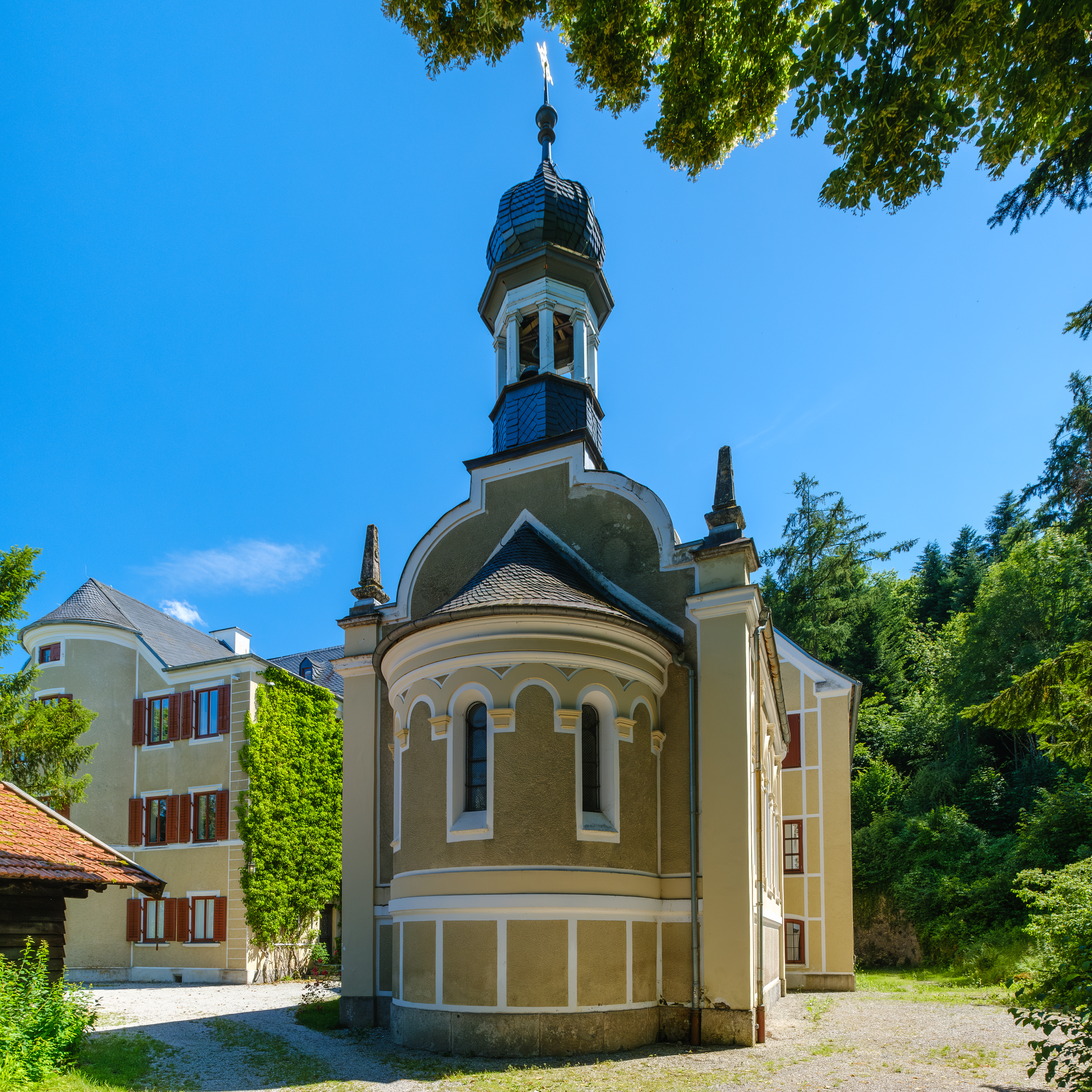
Kapelle von Schloss Vagen

Schloss Vagen ist ein Schloss in Vagen in der oberbayerischen Gemeinde Feldkirchen-Westerham im Landkreis Rosenheim. Die Anlage ist unter der Aktennummer D-1-87-130-54 als denkmalgeschütztes Baudenkmal von Vagen verzeichnet. Ebenso wird sie als Bodendenkmal unter der Aktennummer D-1-8137-0130 im Bayernatlas als „untertägige frühneuzeitliche Befunde im Bereich von Schloss Vagen mit zugehörigen Ökonomiegebäuden“ geführt.

## Geschichte
Der Rheinstein-Tattenbachsche Pfleger von Valley und Vagener Hofmarksherr Anton Vogt erbaute sich 1768 seinen Altersruhesitz „Vogtenruhe“ als einfaches Landhaus. Erst als Graf Heinrich von Boos-Waldeck (1828–1910) das Anwesen ab 1872 grundlegend renoviert und in seinem Erscheinungsbild verändert hatte, wurde der Landsitz zu einem Schloss. Die  Wasserkaskaden des Goldbaches stammen jedoch noch vom Erbauer Anton Vogt. Durch eine Erbschaft gelangte es im Jahre 1910 an die Familie von Aretin.
Das Schloss hat 25 Zimmer. Von 1989 bis 1990 wurde es vom Besitzer Karl Michael Freiherr von Aretin renoviert. Das Areal ist für die Öffentlichkeit gesperrt und kann nicht besichtigt werden.

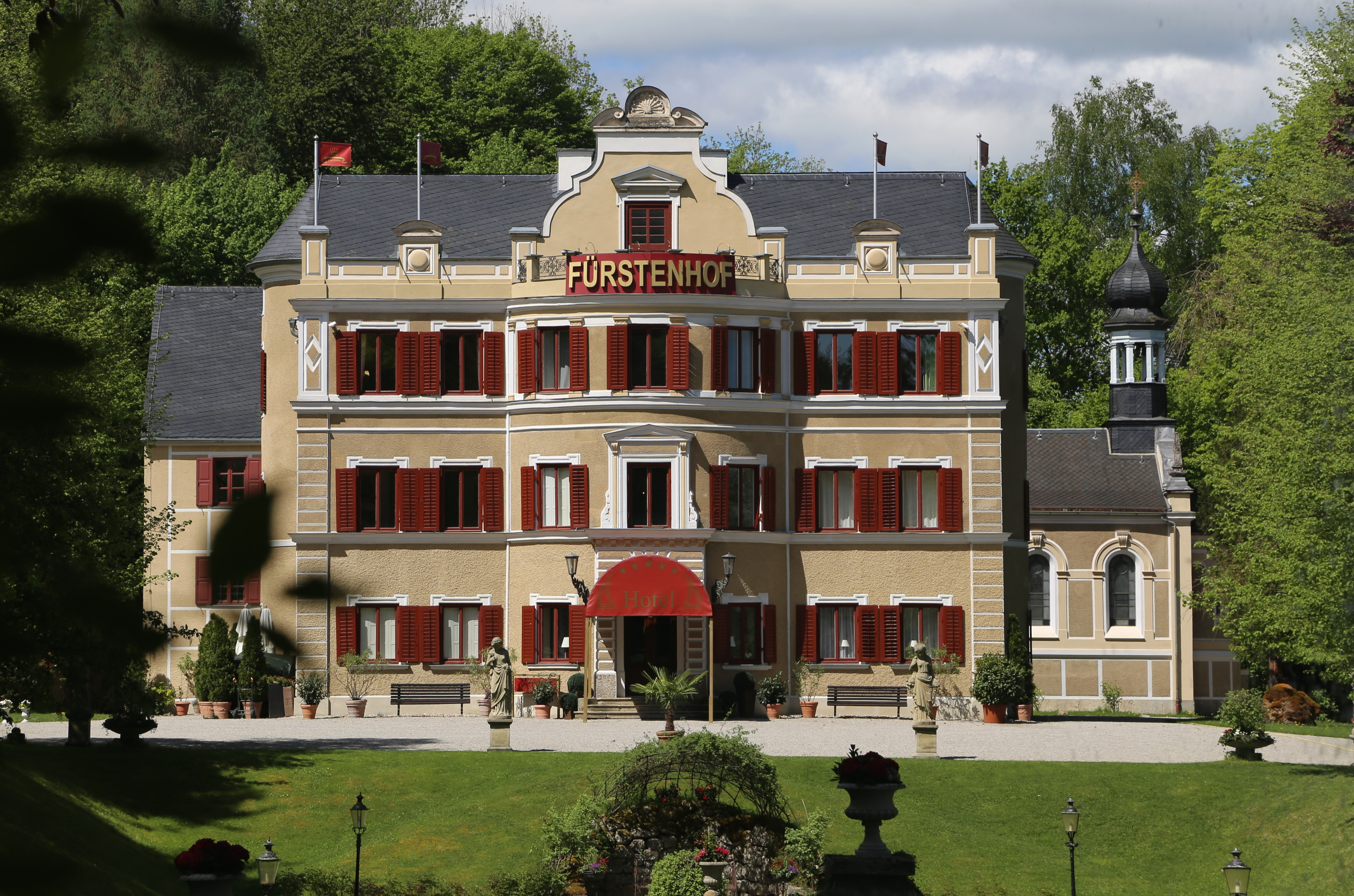
Schloss Vagen als „Fürstenhof“ (2018)

Das Schloss wurde von August 2005 bis zum November 2022 als Außenkulisse (Hotel „Fürstenhof“) der ARD-Fernsehserie „Sturm der Liebe“ genutzt. Seit Abschluss der Dreharbeiten dort ist das Motiv nur noch in den Zwischensequenzen und Landschaftsaufnahmen zu sehen, wird jedoch nicht mehr in den eigentlichen Szenen bespielt. Die letzte „richtige“ Szene am Schloss war in der 4.000 Folge (23. März 2023) zu sehen.

## Beschreibung
Schloss Vagen ist eine Dreiflügelanlage. Die Anlage besteht aus:
- dreigeschossiger Putzbau mit Satteldach, halbrunden Erkertürmen, Zwerchhäusern mit geschweiften Giebeln, Putzgliederungen, historisierend, um 1765, erweitert und umgebaut von Emil Lange um 1872–73.
- Schlosskapelle, Satteldachbau mit Dachreiter mit Zwiebelhaube und Putzgliederungen, historisierend, um 1900.
- dem Schlossgarten aus dem 18. und 19. Jahrhundert.